# Келемен, Фред
Фред Келемен (нем.  Fred Efrem Kelemen, 6 января 1964, Западный Берлин) — немецкий кинорежиссёр и оператор.

## Биография
Мать — венгерка, отец — немец, одна из бабушек — из России. Закончил Немецкую академию кино и телевидения (1993). Выступает как сценарист, режиссёр театра и кино, кинооператор и продюсер.

## Творчество

### Режиссёрские работы
- Кали — век тьмы (1993)
- Судьба (1994, премия ФИПРЕССИ кинофестиваля в Торонто, Немецкая национальная кинопремия Серебряная лента, премия кинофестиваля в Боготе)
- Мороз (1997, премия ФИПРЕССИ на Роттердамском МКФ)
- Закат (1999, первая премия на кинофестивале в Хихоне, премия ФИПРЕССИ на кинофестивале в Фессалониках, специальный приз кинофестиваля в Тромсё)
- Падение (2005, Национальная премия Латвии, премия Серго Параджанова, три премии на фестивале в Лечче)

### Операторские работы
- По венгерской равнине (1995, Бела Тарр)
- Человек из Лондона (2007, Бела Тарр)
- Время камней (2007, Гарине Торосян)
- Туринская лошадь (2011, Бела Тарр; Золотая камера на МКФ имени братьев Манаки, Республика Македония)

### Театральные постановки
- Любовь О’Нила (2001, театр Фольксбюне, Берлин)
- 451 по Фаренгейту, по роману Брэдбери (Ганновер)

## Признание
Член жюри кинофестивалей в Берлине, Гранаде, Фессалониках, Стамбуле, Токио, Бангкоке и др. Член Европейской киноакадемии.

## Награды
- Золотая медаль Министерства культуры Республики Армения (2016)[1].
- Специальный приз «Мастер» (2016, Ереванский кинофестиваль)